# Eueremaeus triglavensis
Eueremaeus triglavensis är en kvalsterart som först beskrevs av Tarman 1958.  Eueremaeus triglavensis ingår i släktet Eueremaeus och familjen Eremaeidae. Inga underarter finns listade i Catalogue of Life.